# Sergio Ramírez

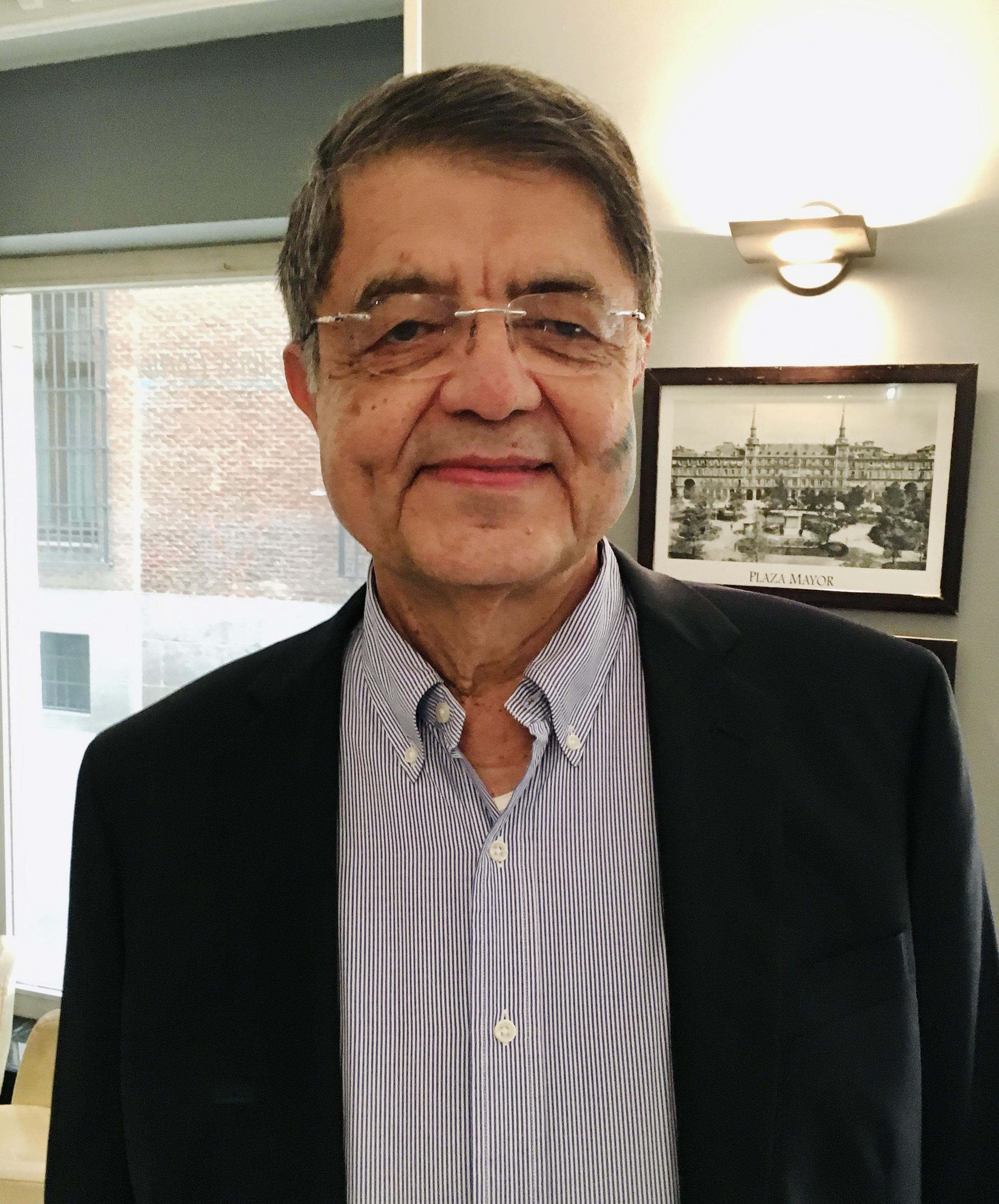
Sergio Ramírez in 2018

Sergio Ramírez Mercado (Masatepe, 5 augustus 1942) is een Nicaraguaans schrijver en politicus. 

## Loopbaan
In 1960 is Ramírez rechten gaan studeren aan de Universidad Nacional Autónoma de Nicaragua in Léon. In datzelfde jaar was hij een van de oprichters van het tijdschrift Ventana. Samen met Fernando Gordillo staat hij aan de wieg van de schrijversbeweging met die naam.
In 1963 kwam zijn eerste boek uit, Cuentas (verhalen). In 1964 studeerde hij af als advocaat met een prijs voor de beste student van dat jaar. Na zijn studie werkte Ramírez voor de organisatie van de Centraal-Amerikaanse Universiteiten in Costa Rica. Tussen 1973 en 1975 was hij op basis van een uitwisselingsprogramma in Berlijn. 
In 1977 voerde hij de "grupo de los Doce", de groep van twaalf aan, een groep van intellectuelen, ondernemers en priesters die het Sandinistisch Nationaal Bevrijdingsfront (FSLN), steunden in hun strijd tegen de Nicaraguaanse dictator Somoza. In 1979, na de overwinning van de Sandinisten, trad Ramírez toe tot de tijdelijke regering, het Comité van Nationale Wederopbouw. Hij was in deze functie onder meer voorzitter van de nationale onderwijsraad. In 1981 richtte hij de uitgeverij Editorial Nueva Nicaragua op. Bij de verkiezingen in 1984 werd Ramírez tot vicepresident gekozen onder president Daniel Ortega). Ramírez heeft zich actief bemoeid met het opstellen van de nieuwe grondwet met als inzet dat deze een hoger democratisch gehalte dan de voorgaand diende te hebben.
Van 1990 tot 1995 zat Ramírez in het Nicaraguaanse congres als fractievoorzitter van de delegatie van het FSLN. In 1995 kwamen de verschillen van inzicht tussen Ramírez en de leiding van het FSLN naar boven, met name op het vlak van de democratisering liepen de meningen uiteen. In 1995 richtte Ramírez de Sandinistische Herstelbeweging (MRS), waarvoor hij in 1996 presidentskandidaat was. Na een mislukte verkiezing trok hij zich terug uit de actieve politiek.
Wel bleef hij het beleid van zijn vroegere medestander president Daniel Ortega (en het democratisch gehalte ervan) kritisch volgen. In september 2021 leidde dit ertoe dat hij werd aangeklaagd wegens 'aanzetten tot haat' en 'samenzwering' tegen de zittende regering.
Ramírez heeft gastcolleges gegeven op een groot aantal universiteiten, verspreid over de hele wereld, een activiteit die hij blijft ondernemen. De inhoud van de colleges wordt gaandeweg minder politiek en meer literair.
Ramírez is ook columnist in diverse kranten / bladen in allerlei landen, onder meer El País (Madrid), La Jornada (Mexico), El Tiempo (Bogota), La Opinión (Los Angeles), La Nación (San José), El Periódico (Guatemala) en La Prensa (Managua).

## Familie
Sergio Ramírez is de zoon van Pedro Ramírez en van Luisa Mercado. Sinds 1964 is hij getrouwd met de sociologe Gertrudis Guerrero Mayorga. Zij hebben drie kinderen: Sergio, María en Dorel

## Bibliografie

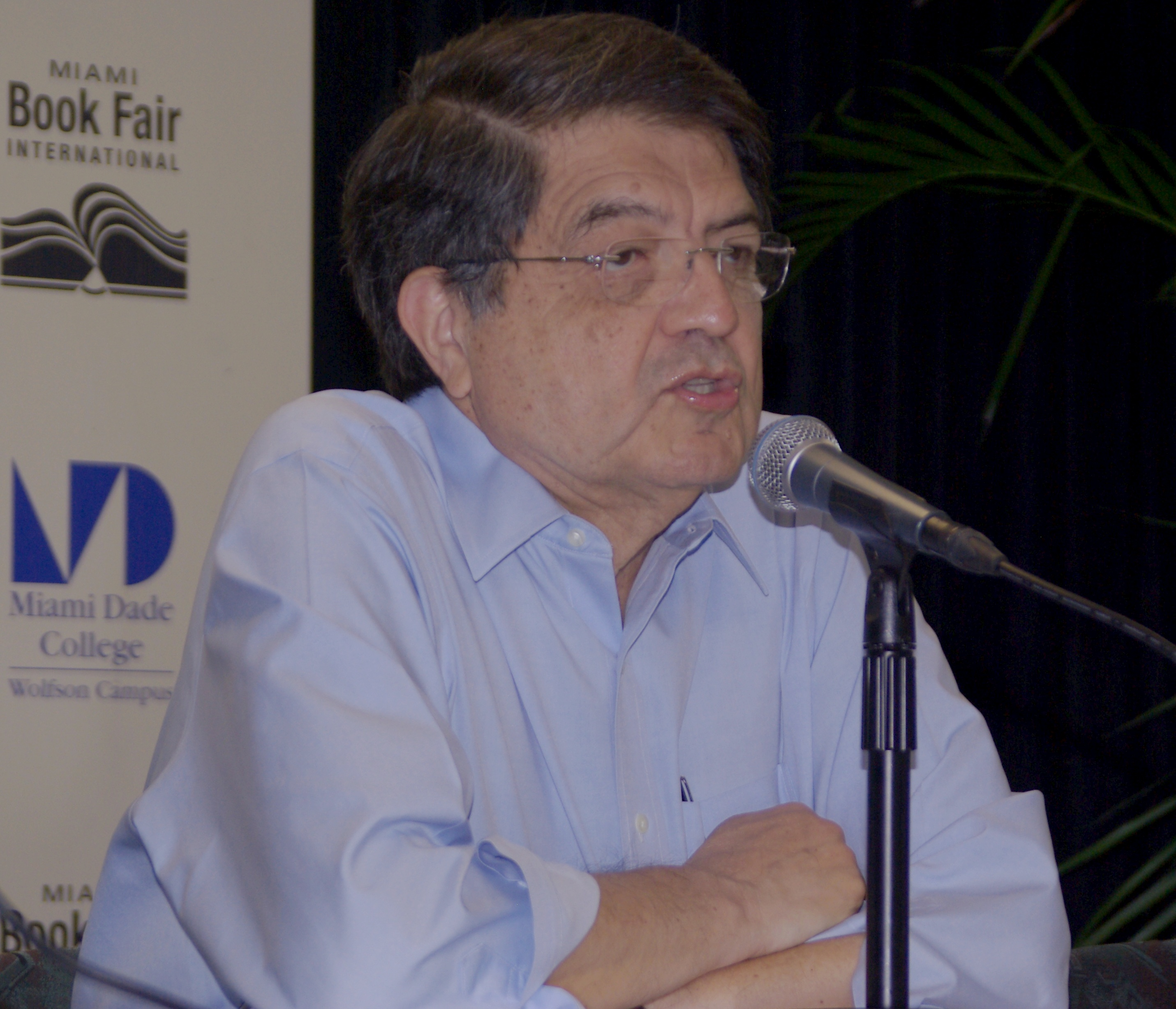
Sergio Ramírez in 2011

## Eerbewijzen
Ramírez is vele malen onderscheiden. Een kleine selectie:
- 1971: Premio Latinoamericano de Cuento van het tijdschrift Imagen (Caracas, Venezuela) voor De Tropeles y Tropelías
- 1988: Bruno Kreisky prijs voor de mensenrechten (Wenen)
- 1990: Premio Hammett voor Castigo Divino
- 1995: Prix Laure Bataillon (Frankrijk) voor Un baile de máscaras
- 1998: Premio Alfaguara voor Margarita, está linda la mar
- 2000: Premio Latinoamericano de Novela José María Arguedas, (Havana, Cuba) voor Margarita, está linda la mar
- 2004: Presidentiële medaille Pablo Neruda, toegekend door de regering van Chili
- 2017: Premio Miguel de Cervantes, Cervantesprijs

Eredoctoraten
- 1984: Universidad Central del Ecuador
- 2000: Universidad Blaise Pascal de Clermont-Ferrand, Frankrijk